# Rousserolle de Rimatara
Acrocephalus rimitarae
Espèce
Statut de conservation UICN

 CR B1ab(iii,v) : 
En danger critique
La Rousserolle de Rimatara (Acrocephalus rimitarae) est une espèce d'oiseau de la famille des Acrocephalidae endémique de l'île de Rimatara en Polynésie française. D'après Alan P. Peterson, c'est une espèce monotypique.

## Histoire de l'espèce
L'espèce a été décrite pour la première fois de l'île de Rimatara par Robert Cushman Murphy (1887-1973) et Gregory Macalister Mathews (1876-1949) en 1929.
Sous le nom d'Acrocephalus vaughani se regroupaient les formes de rousserolles vivant à Pitcairn et Henderson (îles Pitcairn) et Rimatara (îles Australes). Ces deux dernières en ont été détachées pour constituer des espèces à part entière, la rousserolle d'Henderson (Acrocephalus taiti) et la rousserolle de Rimatara.

## Synonymes
Acrocephalus vaughani rimatarae

## Aire de répartition
Cette espèce est endémique de Rimatara, dans l'archipel des Australes (Polynésie française).

## Statut
Espèce menacée.

## L'animal et l'homme

### Nom vernaculaire
Les habitants de Rimatara nomment cet oiseau oromao en reo rimatara (dialecte local de l'île).